# 苏格兰会展会议中心
SEC Centre原名苏格兰会展会议中心（Scottish Exhibition and Conference Centre）是苏格兰最大的展览中心，位于格拉斯哥克莱德河北岸。 
主楼于1985年9月6日建成启用。
会展中心占地260,000m2，大部分为停车场，举办音乐会和展览，还有自己的火车站。

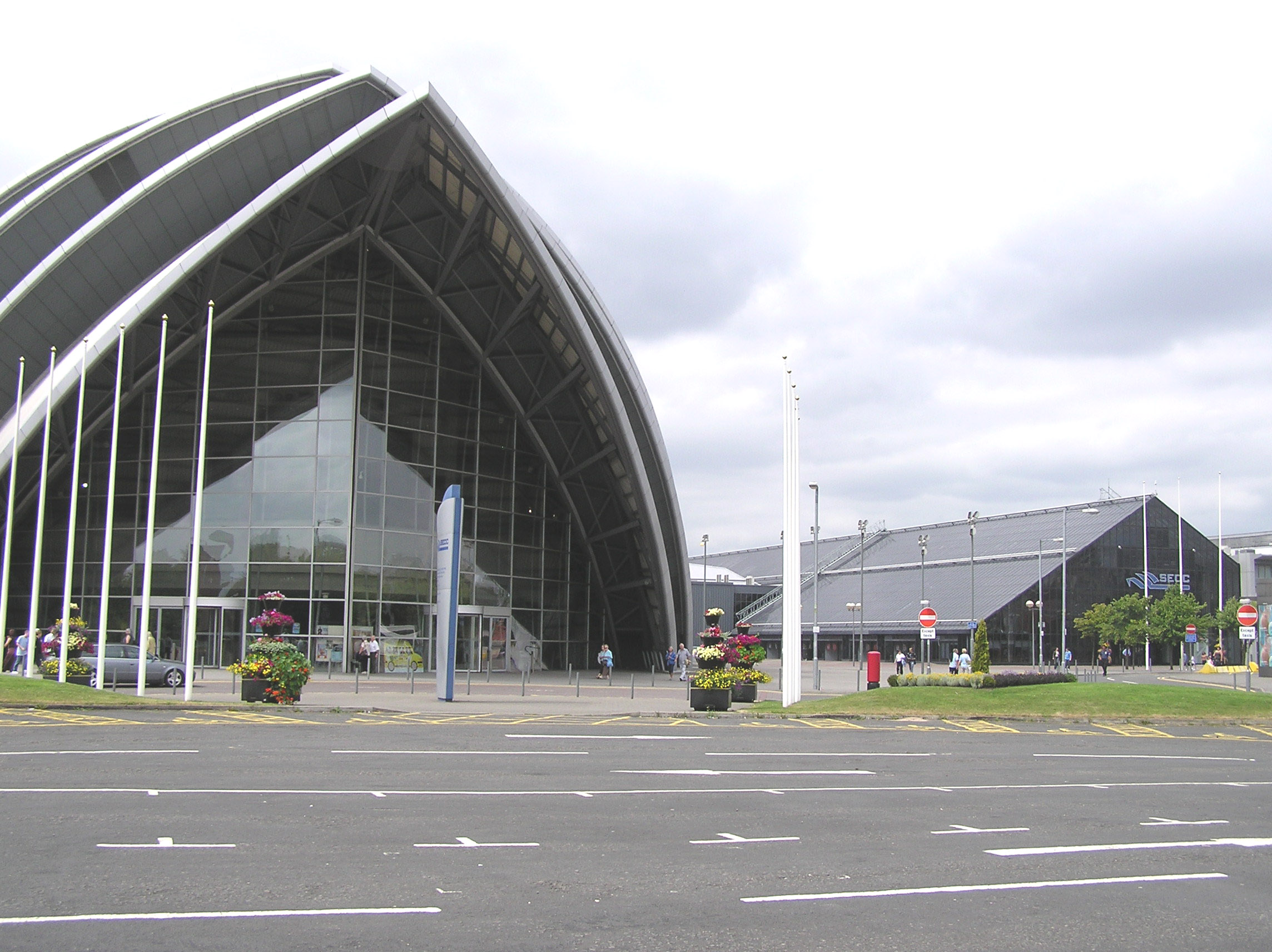

## 外部連結
- 官方網站 （页面存档备份，存于）

| 前任： 倫敦電視中心 倫敦 | 歐洲舞蹈大賽 舉辦場館 2008 | 繼任： 蓋達爾·阿利耶夫體育和音樂中心 巴庫 |